# Montalbo en Cameros
Montalbo en Cameros es un despoblado del municipio español de San Román de Cameros, en la comunidad autónoma de La Rioja.

## Geografía
La localidad está situada en un pequeño llano situado en la margen izquierda del río Leza, entre las sierras o montes de Cameros; combatida por los vientos norte y oeste y de clima frío y saludable.

## Historia
En el siglo XIX, más concretamente en 1848, gracias al Diccionario geográfico-estadístico-histórico de España de Pascual Madoz, sabemos que la localidad pertenecía al partido judicial de Torrecilla de Cameros, a la capitanía general de Burgos y a la diócesis de Calahorra. Tenía 28 casas distribuidas en 2 calles y una plaza, casa de ayuntamiento, una escuela de primeras letras, sin dotación a la cual concurren 6 alumnos. Una iglesia parroquial titulada en aquel momento de Santo Domingo, perteneciente al patronato del conde de Hervías, cuya feligresía se halla dividida en 5 caseríos, la que está servida por un capellán nombrado y pagado por el mencionado Sr. conde, el cual ejerce la cura de almas con título del ordinario, y un sacristán de la misma procedencia. A distancia de 20 pasos de la población hay una fuente muy delgada, de la que se surte en parte el vecindario, y junto a la iglesia en sitio lóbrego y mal ventilado se halla el cementerio; también se encuentra pegada junto a la villa la ermita de Ntra. Sra. de los Remedios. La localidad tenía 40 vecinos y 172 almas.
Su término municipal estaba en su mayor parte está compuesto de monte con arbolado de robles y encinas, con algunos eriales de corta extensión, siendo la tierra de cultivo blanca y muy poco productiva.
El terreno es escabroso en su mayor parte, sólo contiene 180 fanegas de pan llevar; habiendo en él un monte denominado Vadeose que antiguamente correspondía a los baldíos, de capacidad de 10 fanegas de tierra montuosa, plantada de encina buena que reditúa 30 reales de leña y otros tantos los pastos. También existe a muy corta distancia de la villa un dehesa boyal de 60 fanegas de la misma calidad, plantada de roble bueno y de encina, la cual produce 100 reales por razón de los pastos y 20 la leña; cuya calidad con algunos arbitrios de poca consideración se dedican para cubrir el presupuesto municipal.
El municipio de Montalbo en Cameros desapareció en 1974, al ser incorporado al término municipal de San Román de Cameros.

## Demografía
| Gráfica de evolución demográfica de Montalbo en Cameros entre 1842 y 1970 |
| |
| Población de derecho según los censos de población del INE Población de hecho según los censos de población del INEEn este censo se denominaba Montalvo en Cameros: 1842 Entre el censo de 1981 y el anterior, este municipio desaparece porque se integra en el municipio 26132 (San Román de Cameros) |

## Patrimonio
- Iglesia de San Miguel: El edificio actual data del siglo XVI. Es un edificio de mampostería, de nave única de dos tramos y cabecera rectangular a la que se abren dos capillas poco profundas. Tanto la nave como la cabecera se cubren con bóveda de crucería de terceletes; las capillas con bóveda de cañón, al igual que la sacristía situada al sur de la cabecera. El templo disponía de coro alto a los pies, hoy desaparecido. En el exterior destaca la espadaña, que se sitúa sobre el muro de los pies y consta de dos vanos de medio punto. El acceso se realiza por el segundo tramo de la nave. En el interior destacan por su factura las pinturas manieristas sobre tabla del banco del altar mayor.[5]
- Ermita de Ntra. Sra. de los Remedios: Actualmente está desaparecida.
- Monumento megalítico de Fuente Morena: Es un túmulo de planta oval, de una altura de 90 cm y un diámetro de 8 y 9 m, construido en piedra. Es una de las construcciones megalíticas más pequeñas de las halladas en La Rioja.[6]